# Морага (Каліфорнія)
Морага (англ. Moraga) — місто (англ. city) в США, в окрузі Контра-Коста штату Каліфорнія. Населення — 16 870 осіб (2020).

## Географія
Морага розташована за координатами 37°50′44″ пн. ш. 122°7′24″ зх. д. / 37.84556° пн. ш. 122.12333° зх. д. (37.845693, -122.123217).  За даними Бюро перепису населення США в 2010 році місто мало площу 24,45 км², з яких 24,43 км² — суходіл та 0,02 км² — водойми.

## Демографія
Згідно з переписом 2010 року, у місті мешкало 16 016 осіб у 5570 домогосподарствах у складі 4268 родин. Густота населення становила 655 осіб/км².  Було 5754 помешкання (235/км²).
Расовий склад населення:
| - 76,2 % — білих - 14,9 % — азіатів - 1,7 % — чорних або афроамериканців - 0,2 % — вихідців з тихоокеанських островів - 0,2 % — корінних американців - 1,8 % — осіб інших рас |

До двох чи більше рас належало 5,0 %. Частка іспаномовних становила 7,0 % від усіх жителів.
За віковим діапазоном населення розподілялося таким чином: 21,7 % — особи молодші 18 років, 59,2 % — особи у віці 18—64 років, 19,1 % — особи у віці 65 років та старші. Медіана віку мешканця становила 45,0 року. На 100 осіб жіночої статі у місті припадало 89,2 чоловіків;  на 100 жінок у віці від 18 років та старших — 84,6 чоловіків також старших 18 років.
Середній дохід на одне домашнє господарство  становив 183 619 доларів США (медіана — 137 436), а середній дохід на одну сім'ю — 217 317 доларів (медіана — 169 028). Медіана доходів становила 152 022 долари для чоловіків та 80 491 долар для жінок. За межею бідності перебувало 5,0 % осіб, у тому числі 2,1 % дітей у віці до 18 років та 6,8 % осіб у віці 65 років та старших.
Цивільне працевлаштоване населення становило 7034 особи. Основні галузі зайнятості: освіта, охорона здоров'я та соціальна допомога — 29,2 %, науковці, спеціалісти, менеджери — 18,5 %, фінанси, страхування та нерухомість — 12,8 %, мистецтво, розваги та відпочинок — 9,0 %.